# Meu Maior Desejo
"Meu Maior Desejo" é um single da banda brasileira de música cristã contemporânea Trazendo a Arca, com participação do cantor Theo Rubia, e parte do álbum 20 Anos de Adoração (2023).

## Composição
"Meu Maior Desejo" é a única música inédita do álbum 20 Anos de Adoração, projetado para comemorar 20 anos da carreira do Trazendo a Arca. Foi a primeira vez, em toda a carreira do grupo, que os integrantes escolheram uma canção não-autoral como faixa de trabalho. A autoria de "Meu Maior Desejo" é de Geferson Kleiton, Bob Jonathan e Juliana Oliveira. Sobre a escolha, o vocalista Luiz Arcanjo disse:

Meu irmão Henrique Arcanjo também é amigo do Geferson e foi ele quem nos apresentou e nos enviou a canção. Então, nós nos lembramos do nosso início e nos identificamos imediatamente com a canção. Queríamos fazer algo diferente e inédito e, quando ouvimos juntos esta canção, tivemos certeza de que era ela.

## Lançamento
A música foi lançada como o terceiro single do álbum, com videoclipe também liberado em 23 de abril de 2023. A versão em vídeo alcançou cerca de 270 mil visualizações em cerca de 5 meses.

## Ficha técnica
Créditos adaptados do encarte de 20 Anos de Adoração:
Banda
- Luiz Arcanjo - vocal, violão
- André Mattos - Bateria
- Deco Rodrigues - Baixo
- Isaac Ramos - Guitarras

Músicos convidados
- Theo Rubia - vocais
- Kleyton Martins - produção musical e teclado